# Casal Cermelli
Casal Cermelli (piemontesisch Casal Sirmé oder Casassirmé) ist eine Gemeinde in der italienischen Provinz Alessandria (AL), Region Piemont.

## Lage und Einwohner
Die Gemeinde Casal Cermelli  liegt knapp 10 km südlich von der Provinzhauptstadt Alessandria auf einer Höhe von 102 m über dem Meeresspiegel, nahe der Orba Das Gemeindegebiet umfasst eine Fläche von 11,64 km² und hat 1169 (Stand 31. Dezember 2023) Einwohner. Zur Gemeinde gehören die drei Ortsteile (Fraktionen) Fantanasse, Portanova und Rossina.
Die Nachbargemeinden sind Bosco Marengo, Castellazzo Bormida, Frugarolo und Predosa.

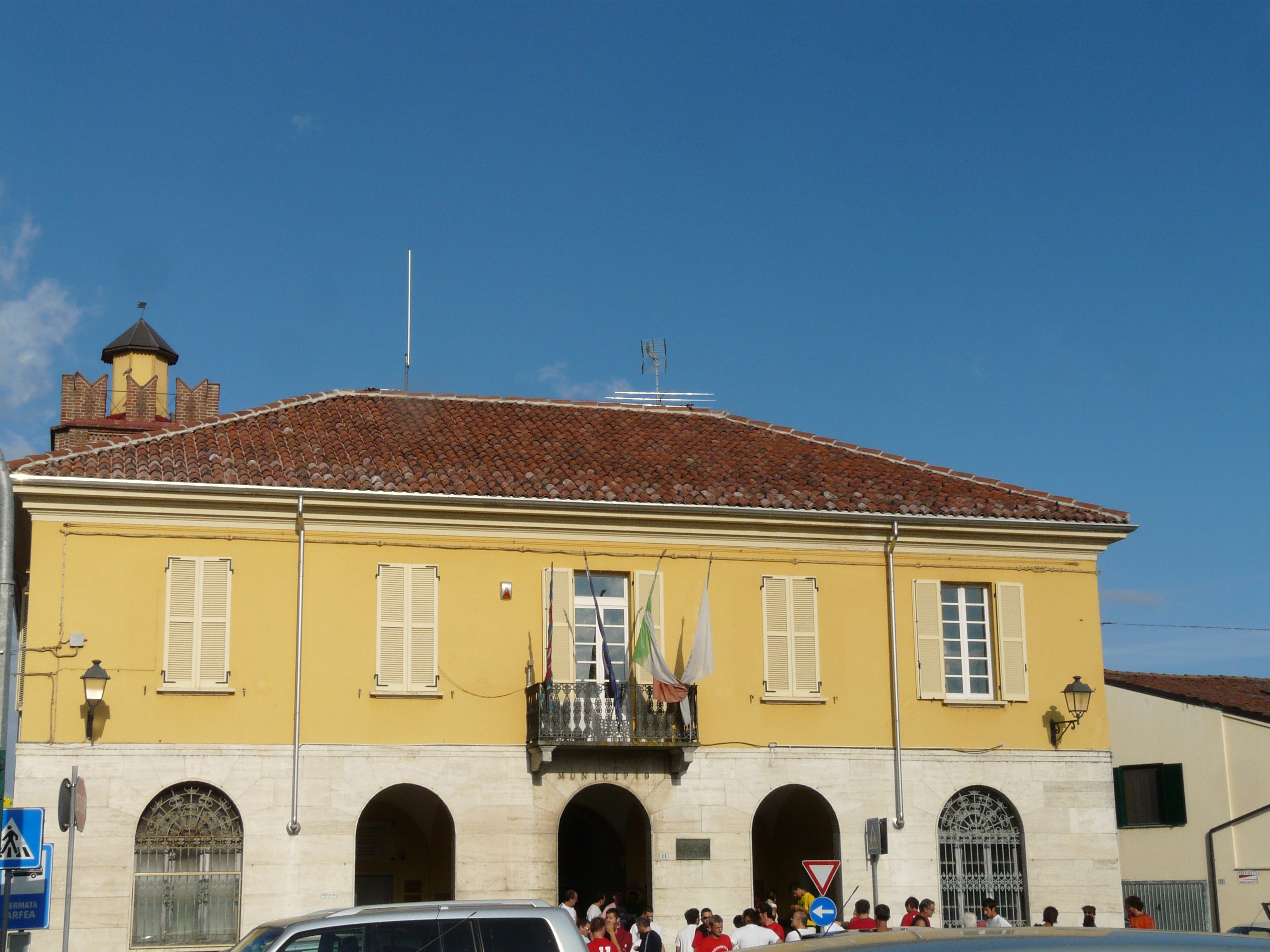
Das Rathaus von Casal Cermelli

## Geschichte

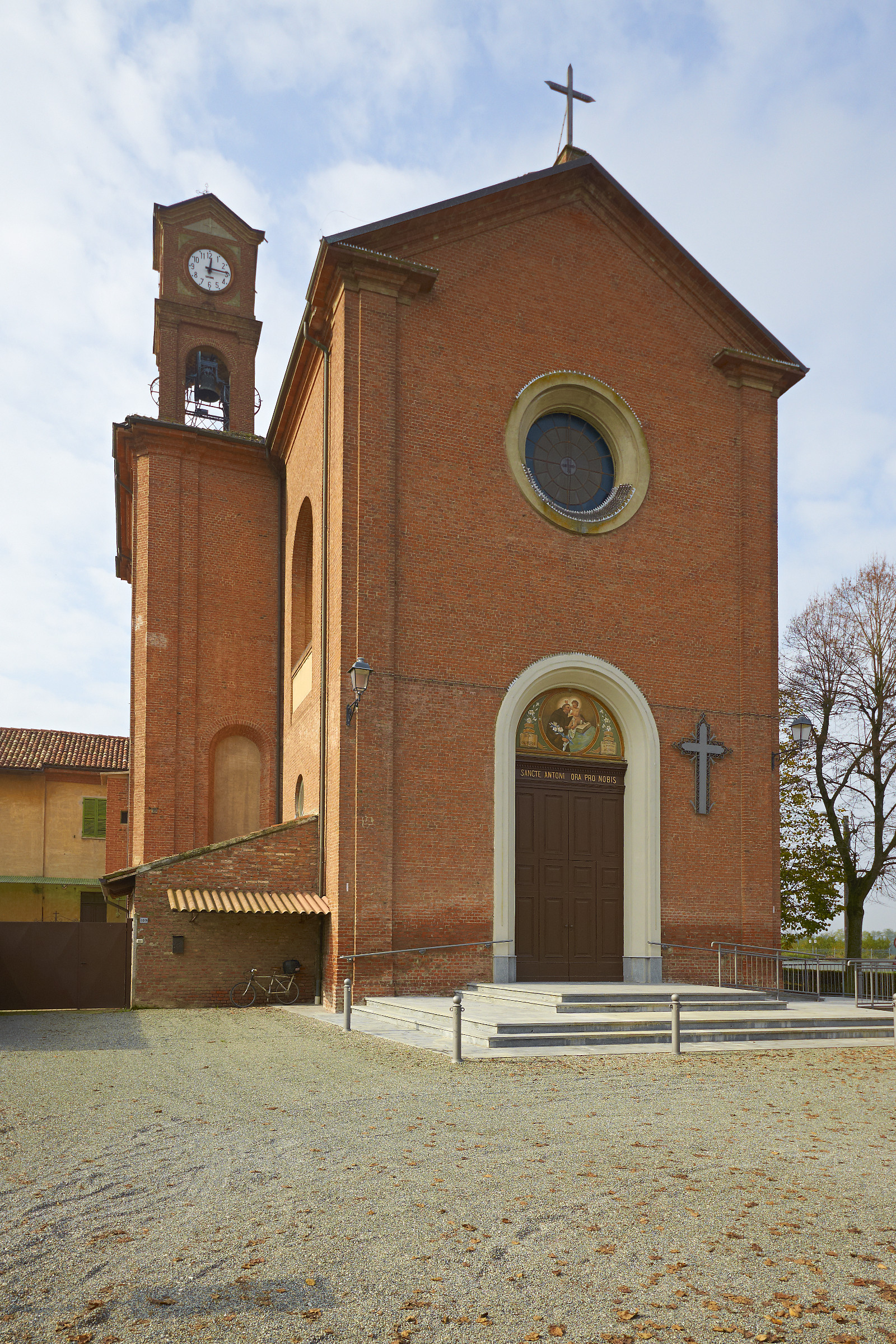
Die Kirche Sant Antonio in der Fraktion Portanuova

Der vom Namen Florio Cermelli abgeleitete Ortsname ist seit 1448 als CASALIS CERMELLORUM bezeugt. Seine Ursprünge, die auf der Entdeckung einer ligurischen Nekropole aus dem 2. Jahrhundert v. Chr. basieren, scheinen bis in die Antike zurückzugehen. Seine Geschichte ist seit jeher mit dem kleinen Fluss Orba und seinen Überschwemmungen verbunden. Tatsächlich gibt es seit 852 verschiedene Zeugnisse über die Siedlung, die als „Court“, als „Villa“ (landwirtschaftliche Siedlung) und als „Villa franca“ (von der Knechtschaft zu Wohnzwecken befreiter Ort) bekannt ist.
Im Jahr 1280 wurde die Stadt von einigen Grundbesitzern der Gegend gegründet. Der heutige Ort Portanuova war bis 1929 Teil der alexandrinischen Gerichtsbarkeit und scheint um das 13. Jahrhundert entstanden zu sein. 

## Sehenswürdigkeiten
- Das Oratorium der Bruderschaft San Giovanni, in dem ein der Moncalvo-Schule zugeschriebenes Apsis-Altarbild mit der Darstellung der Geburt Christi aufbewahrt wird.[3]
- Die Pfarrkirche San Carlo, deren Bau 1773 begonnen und 1819 geweiht wurde.
- Die Pfarrkirche Sant'Antonio in der Gegend von Portanuova, deren Bau seit 1350 urkundlich belegt ist.

## Persönlichkeiten
- Antonio Maria Franzini (* 2. Juli 1788 in Casal Cermelli – † 13. Januar 1860 in Turin) war ein italienischer Politiker und General, der am Savoyer Hof diente.